# Jakub Chasz-Grodner
Jakub Chasz-Grodner (ur. 20 lipca 1902 w Grodnie, zm. po 1962) – polski aktor teatralny żydowskiego pochodzenia, aktor Teatru Żydowskiego w Warszawie.

## Kariera
Teatr Żydowski w Warszawie
- 1962: Bar-Kochba
- 1961: Samotny statek
- 1960: Trzynaście beczek dukatów
- 1960: Strach i nędza III Rzeszy
- 1959: Zielone pola